# ジョージ・ローデン
ヴィンセント・ジョージ・ローデン（Vincent George Rhoden、1926年12月13日 - 2024年8月24日）は、ジャマイカの陸上競技選手。1940年代から1950年代にかけて活躍した陸上選手である。1952年ヘルシンキオリンピックの金メダリストである。

## 経歴
ローデンは1948年ロンドンオリンピックに出場するも、100mは予選落ち、400mは準決勝どまりという結果に終わり、メダルはおろか決勝にも進出することができなかった。また、ローデンは優勝候補と見られていた4×400mリレーのジャマイカチームのメンバーであった。しかし、決勝でメンバーのうち、アーサー・ウィントが筋肉を傷め途中棄権。メダルの獲得はならなかった。
ローデンは、1950年8月に400mで世界新記録となる45秒8をマーク。さらに、アメリカAAUの大会の400mでは1949年から3連覇。さらに大学在学中には全米学生選手権で、1951年には220ヤード、1950年から440ヤードで3連覇を果たしている。
1952年ヘルシンキオリンピックは、4年前と比べ、見違えるような成績を残す。世界記録を持っていた400mでは、大会前から優勝候補の呼び声が高かった。レースは、同僚で前回の銀メダリストであるハーブ・マッキンリーと接戦を演じ、45秒9の同タイムながら、ローデンが金メダルを獲得。4×400mリレーでは、ジャマイカのアンカーを務め、アメリカと大接戦の末、10分の1秒差押さえる3分03秒9の世界新記録で、2つ目の金メダルを獲得した。
2024年8月24日に死去。97歳没。